# Minyens

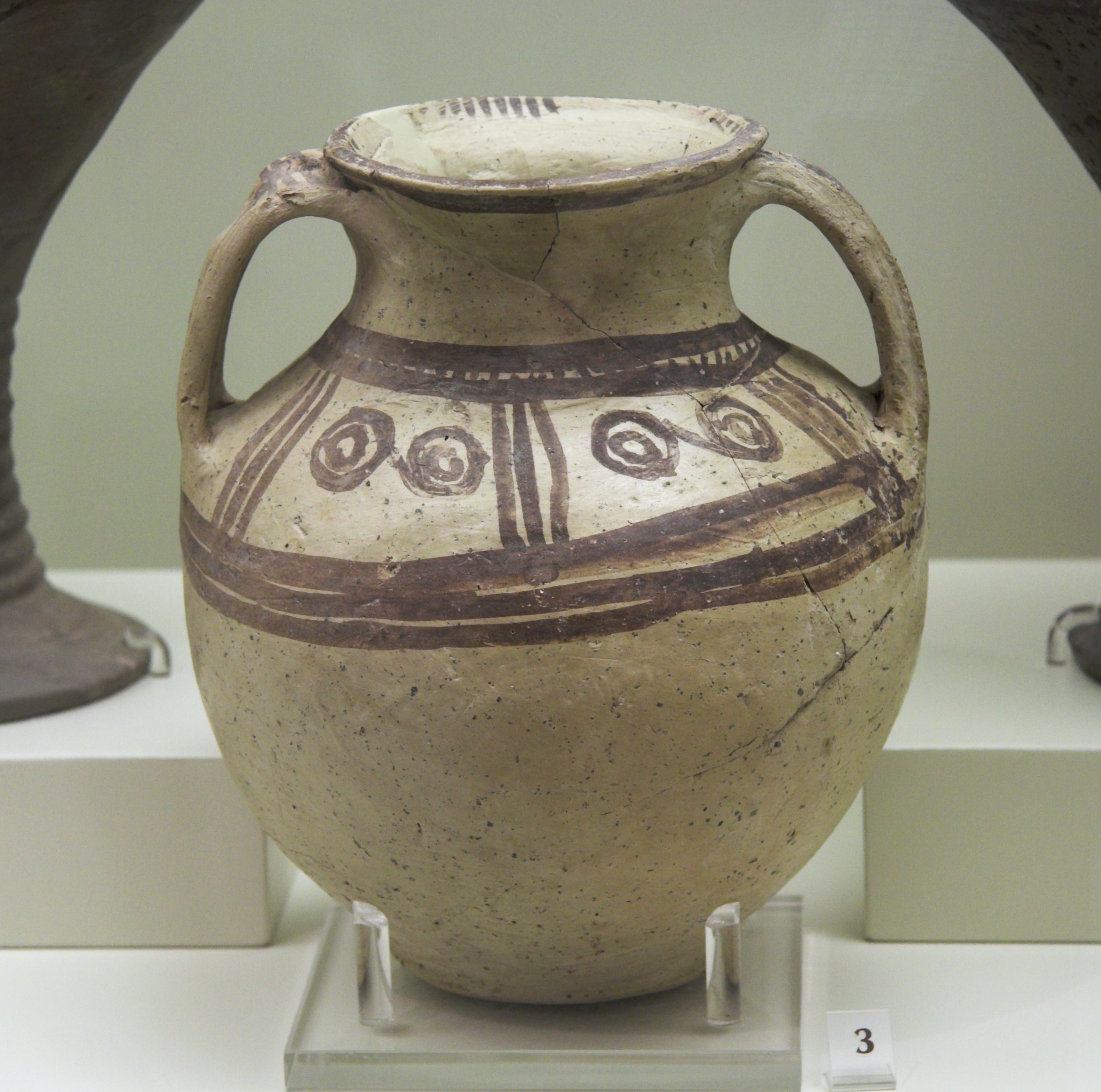
Image d'un vase, style minien.

Les Minyens sont un peuple ancien de la mythologie grecque ; ils tirent leur nom de leur ancêtre Minyas. Il s'agit probablement d'une fraction des Éoliens. Comme pour les Pélasges, l'association de ce peuple évoqué par les auteurs antiques à une culture archéologique n'est pas établie.
Selon Hérodote, des Minyens habitant l'île de Lemnos, en ayant été chassés par les Pélasges, se réfugièrent en Laconie, où ils furent acceptés par les Spartiates et purent se marier avec des femmes du pays. Par la suite, un conflit éclata entre les immigrés minyens et les Spartiates et ils furent expulsés ; une partie accompagna alors Théras dans son expédition vers l'île de Kallisté ; d'autres partirent coloniser la Triphylie.
Des Minyens étaient établis à Orchomène, ville fondée par Minyas. Selon Homère, ils participèrent à la guerre de Troie sous la conduite de leurs rois, Ascalaphe et Ialmène, qui étaient frères. Pausanias confirme cette tradition : « La couronne d'Orchomène passa à Ascalaphos et à lalménos, qu'on disait fils d’Arès et d’Astyoché, fille d'Actor, fils d'Azéos, fils de Clyménos ; les Myniens marchèrent sous leurs ordres au siège de Troie. » Au VIIe siècle av. J.-C., ils furent soumis par la confédération béotienne, dirigée par Thèbes ; dès lors, Orchomène fut considérée comme une cité béotienne.
Hérodote présente également les Argonautes comme les ancêtres des Minyens.

## Archéologie
Le nom de « style minyen (en) » a été attribué par Heinrich Schliemann à un type de poterie monochrome gris métallisé découvert pour la première fois lors de fouilles à Orchomène en Béotie (une région considérée comme l'un de leurs foyers de peuplement), apparaissant à la période de l'Helladique moyen. Les relations entre ce type de céramique et le peuple de la mythologie ne sont cependant pas établies.